# Andreas Kirschning

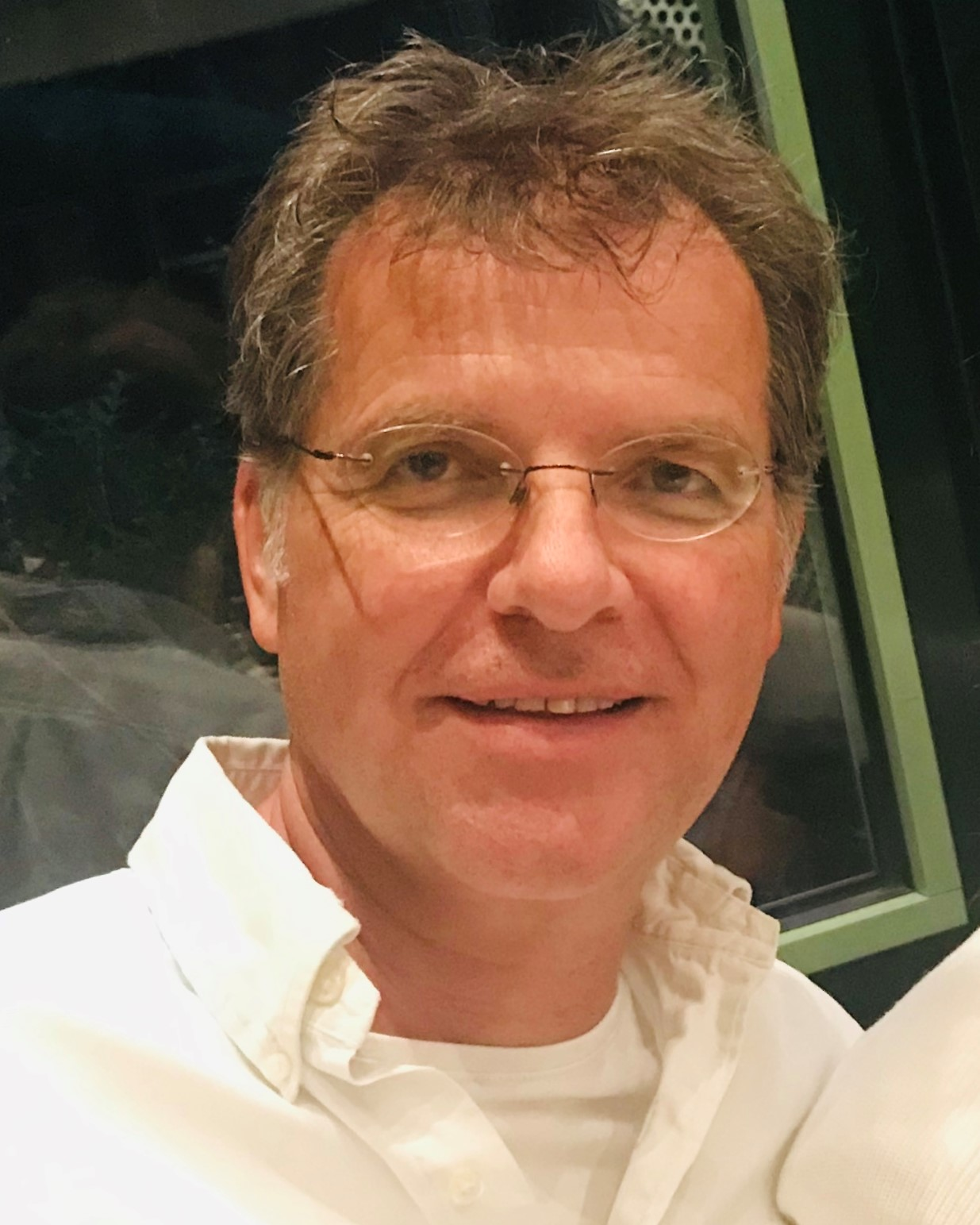
Andreas Kirschning (Herbst 2020)

Andreas Kirschning (* 19. März 1960 in Hamburg) ist ein deutscher Chemiker und Hochschullehrer. Er ist Professor am Institut für Organische Chemie der Leibniz Universität Hannover.

## Werdegang
Andreas Kirschning studierte von 1979 bis 1986 Chemie an der Universität Hamburg sowie an der University of Southampton (1983 bis 1984). Er wurde im Jahre 1989 bei Ernst Schaumann an der Universität Hamburg im Bereich der Silizium-organischen Chemie promoviert, bei dem er zuvor auch seine Diplomarbeit geschrieben hatte. Einen Postdoc-Forschungsaufenthalt (1989/90) hatte er bei Heinz G. Floss an der University of Washington, Seattle, USA, gefördert durch ein Feodor-Lynen-Forschungsstipendium der Alexander-von-Humboldt-Stiftung. Anschließend folgte er seinem Doktorvater Schaumann an die Technische Universität Clausthal. Hier begann Kirschning 1991 mit eigenständigen Arbeiten als Leiter einer Nachwuchsgruppe, die zu einer Habilitation (venia legendi) für Organische Chemie führten (1996). Nach einer Privatdozentur an der TU Clausthal von 1996 bis 2000 wechselte er als C4-Professor für Organische Chemie an die Leibniz Universität Hannover. Gast- und Vertretungsprofessuren führten ihn an die Humboldt-Universität zu Berlin (1997), an die University of Wisconsin, Madison (USA), an die Université de Rennes, Frankreich (2003), die Université Le Mans, Frankreich (2007), die Università di Roma „La Sapienza“, Italien (2007) und an die Université Louis Pasteur Strasbourg, Frankreich (2009, 2010 und 2011). Seit 2024 ist er Gastprofessor an der Uppsala Universitet, Schweden.
Er ist Mitglied der Braunschweigischen Wissenschaftlichen Gesellschaft.

## Wirken
Seine Forschung ist in der chemischen Synthese verortet und breit gefächert. Er befasst sich mit Erstsynthesen und der Strukturaufklärung von komplexen Naturstoffen, so u. a. den Polyketiden Carolacton und den Elansoliden, den oligoamidischen Cystobactamiden sowie dem Diterpen Tonantzitlolon. In Kooperationen wird in der Regel auch das biologische Profil dieser Naturstoffe bewertet. Methodisch komplementiert werden diese Naturstoff-orientierten Arbeiten durch Mutasynthesen von Ansamycin-Antibiotika wie den Maytansinen und Geldanamycin sowie der Nutzung von Terpensynthasen für die Erzeugung unnatürlicher Terpenoide mit neuen olfaktorischen Eigenschaften.
Im Zuge der Entwicklung von Enabling Technologien für die organische Synthese war er schon frühzeitig und maßgeblich an der Nutzung von Festphasen-gebundenen Haloat(I)-Verbindungen und der Einführung der Durchflusschemie und Mikroreaktionstechnik verbunden mit induktiver Erwärmung für die organische Chemie beteiligt. Hieraus resultierte im Jahr 2002 die Gründung der Chelona GmbH.
Kürzlich erweiterte er sein wissenschaftliches Interesse auf die evolutive Bedeutung von Coenzymen und ihrer Rolle in Verbindung mit der RNA-Welt Hypothese und der Chemischen Evolution (dem Ursprung des Lebens).
Kirschning war u. a. Mitherausgeber des RÖMPP Online (2002–2019) und ist seither Mitglied im Wissenschaftlichen Beirat.

## Wissenschaftliche Originalarbeiten (Auswahl)
- T. Schmidt, A. Kirschning,  First total synthesis of carolacton – a highly potent biofilm inhibitor, Angew. Chem. Int. Ed. 2012, 51,1063–1066, doi:10.1002/anie.201106762.
- R. Dehn, Y. Katsuyama, A. Weber, K. Gerth, R. Jansen, H. Steinmetz, G. Höfle, R. Müller, A. Kirschning; Molecular basis of elansolid biosynthesis: evidence for an unprecedented quinone methide initiated  intramolecular Diels-Alder cycloaddition / macrolactonization, Angew. Chem. Int. Ed. 2011, 50, 3882–3887, doi:10.1002/anie.201006880.
- S. Hüttel, G. Testolin, J. Herrmann, T. Planke, F. Gille, M. Moreno, M. Stadler, M. Brönstrup, A. Kirschning, R. Müller, Discovery and total synthesis of natural cystobactamid derivatives with superior activity against Gram-negative pathogens, Angew. Chem. Int. Ed. 2017, 56, 12760–12764, doi:10.1002/anie.201705913.
- C. Jasper, R. Wittenberg, M. Quitschalle, J. Jakupovics, A. Kirschning: Total synthesis and elucidation of the absolute configuration of the diterpene tonantzitlolone, Org. Lett. 2005, 7, 479–482, doi:10.1021/ol047559e.
- S. Eichner, T. Knobloch, H. G. Floss, J. Fohrer, K. Harmrolfs, J. Hermane, A. Schulz, F. Sasse, P. Spiteller, F. Taft, A. Kirschning, The interplay between mutasynthesis and semisynthesis: Generation and evaluation of an ansamitocin library, Angew. Chem. Int. Ed. 2012, 51, 752–757, doi:10.1002/anie.201106249.
- C. Oberhauser, V. Harms, K. Seidel, B. Schröder, K. Ekramzadeh, S. Beutel, S. Winkler, L. Lauterbach, J. S. Dickschat, A. Kirschning, Exploiting the synthetic potential of sesquiterpene cyclases for generating unnatural terpenoids, Angew. Chem. Int. Ed. 2018, 57, 11802–11806, doi:10.1002/anie.201805526.
- A. Kirschning, H. Monenschein, C. Schmeck: Stable Polymer-Bound Iodine Azide. Angew. Chem. Int. Ed. 1999, 111, 2720–2722.
- A. Kirschning, C. Altwicker, G. Dräger, J. Harders, N. Hoffmann, U. Hoffmann, H. Schönfeld, W. Solodenko, U. Kunz: PASSflow syntheses using functionalized monolithic polmer/glass composites in flow-through microreactors, Angew. Chem. Int. Ed. 2001, 40, 3995–3998.
- S. Ceylan, C. Friese, Ch. Lammel, K. Mazac, A. Kirschning, Inductive Heating for Organic Synthesis by Using Functionalized Magnetic Nanoparticles Inside Microreactors, Angew. Chem. Int. Ed. 2008, 47, 8950–8953, doi:10.1002/anie.200801474.
- A. Kirschning, Coenzymes and their role in the evolution of Life, Angew. Chem. Int. Ed. 2020, 59, doi:10.1002/anie.201914786.